# Ассинский зеркальный водопад
Ассинский зеркальный водопад (Абзановский водопад) — водопад в Предуралье, у реки Инзер, на скале Плачущий Камень. Административно находится в Архангельском районе Башкортостана. Памятник природы с 1965 года (Постановление СМ БАССР от 17.08.1965 № 465). Высота около 8 метров.
Туристическая и научная достопримечательность

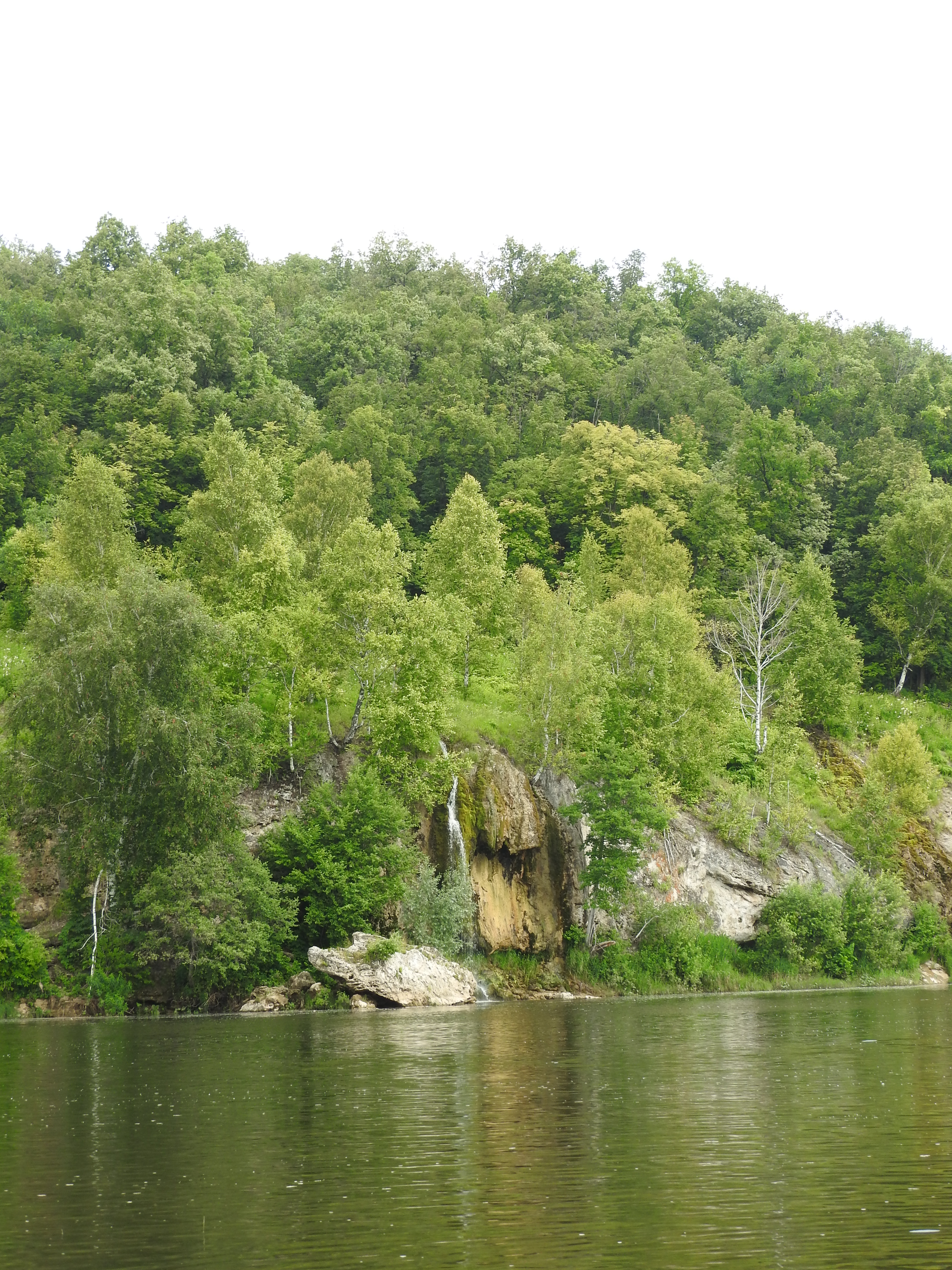

Плачущий Камень сложен карбонатными породами, обильно порос мхом, есть деревья. Водопад находится с южной его стороны, которая круто спускается к Инзеру. С обратной, северной части, гора полога и покрыта степной растительностью.
Рядом расположены деревни Абзаново (по другую сторону скалы) и Асы (к западу от горы).

## Названия
Водопад известен под несколькими названиями:
- Абзановский — по месту своего нахождения — деревни Абзаново.
- Ассинский — по месту своего нахождения — деревни Асы
- Ассинский зеркальный — из-за иллюзии зеркала, возникающая спокойным падением прозрачной воды, без разрывов, ровными струйками.